# Суату (комуна)
Суату (рум. Suatu) — комуна у повіті Клуж в Румунії. До складу комуни входять такі села (дані про населення за 2002 рік):
- Арункута (410 осіб)
- Димбуріле (84 особи)
- Суату (1451 особа)

Комуна розташована на відстані 307 км на північний захід від Бухареста, 28 км на схід від Клуж-Напоки.

## Населення
За даними перепису населення 2002 року у комуні проживали 1945 осіб.
Національний склад населення комуни:
| Національність | Кількість осіб | Відсоток |
| -------------- | -------------- | -------- |
| угорці         | 988            | 50,8%    |
| румуни         | 838            | 43,1%    |
| цигани         | 119            | 6,1%     |

Рідною мовою назвали:
| Мова      | Кількість осіб | Відсоток |
| --------- | -------------- | -------- |
| угорська  | 998            | 51,3%    |
| румунська | 947            | 48,7%    |

Склад населення комуни за віросповіданням:
| Релігія            | Кількість осіб | Відсоток |
| ------------------ | -------------- | -------- |
| православні        | 679            | 34,9%    |
| унітарії           | 572            | 29,4%    |
| реформати          | 424            | 21,8%    |
| греко-католики     | 173            | 8,9%     |
| адвентисти         | 57             | 2,9%     |
| баптисти           | 21             | 1,1%     |
| п'ятдесятники      | 10             | 0,5%     |
| римо-католики      | 5              | 0,3%     |
| не вказали релігію | 1              | 0,1%     |